# Слесарев, Виктор Ефимович
Виктор Ефимович Слесарев (5 августа 1949, Стерлитамак — 14 июля 2022, Пермь) — футболист и тренер. Заслуженный тренер РСФСР и Удмуртской Республики.

## Тренерская карьера
Состоял в КПСС. После окончания Высшей школы тренеров работал в команде «Звезда»: в 1981 году — старшим, а с 1982 по 1994 годы — главным тренером футбольного клуба. В 1987 году вывел команду в Первую лигу СССР и завоевал с ней Кубок РСФСР. В Перми воспитал таких игроков как Андрей Сметанин, Сергей Оборин, Сергей Худорожков, Михаил Шестаков, Сергей Чебанов, Владимир Филимонов, Лев Матвеев, Константин Парамонов, Юрий Петров, Юрий Бурдин, Сергей Бурдин, Сергей Армишев, Сергей Усов, Сергей Дёмин и многих других.
В 1992 и 1993 году команда вела упорную борьбу за выход в высшую лигу чемпионата России, но по финансовым возможностям не смогли составить конкуренцию «КАМАЗу» и «Ладе» (Тольятти), а затем «Зениту» (Санкт-Петербург). В 1992 году беспроигрышная серия «Звезды» составила 21 игру, что является одним из рекордов первой лиги России. В 1993 году нападающий Владимир Филимонов установил ещё один рекорд турнира, забив 37 мячей, в том числе три гола — в ворота «Зенита» в Санкт-Петербурге (матч закончился со счетом 5:1 в пользу «Звезды»).
С 1995 по 2006 (с перерывами) работал главным тренером в «Газовике-Газпром» (Ижевск). В 1995 году вывел команду в первую лигу, в 1996 году «Газовик-Газпром» под руководством Слесарева до последнего тура боролся за выход в высшую лигу и занял 4-е место — лучший результат клуба в истории.
Работал помощником Валерия Кузьмича Непомнящего в китайских клубах: в 2000 году — в «Шэньян Хайши», а в 2002-м — в «Шаньдун Лунэн».
В 2011 году назначен руководителем программы развития молодёжи в «Амкаре», работал в течение четырёх лет.
Скончался 14 июля 2022 года.

## Достижения
Как игрок:
- Чемпион финала 2 лиги РСФСР: 1978

Как тренер:
- Серебряный призёр финала 2 лиги РСФСР: 1987
- Обладатель Кубка РСФСР: 1987
- Бронзовый призёр Первой лиги: 1992
- Победитель Второй лиги зоны Центр: 1995